# Johan Wichers
Johan Wichers (* 12. Mai 1887 in Rheine; † 22. November 1956 in Enschede) war ein niederländischer Komponist.

## Leben
Seine niederländischen Eltern zogen vor seiner Geburt nach Rheine, weil es dort damals bessere Arbeits- und Verdienstmöglichkeiten gab als in der östlichen Region in den Niederlanden. Sie behielten jedoch immer die niederländische Staatsangehörigkeit, daher diente Wichers auch ab 1905 bei den niederländischen Streitkräften. Er gehörte dem Korps Reitender Artillerie an und war in seiner Freizeit auch Trompeter im Orchester des Nordhorner Musikvereins in Niedersachsen. Nach seinem Militärdienst wurde er Mitarbeiter bei den Niederländischen Eisenbahnen. 1949 ging er in den Ruhestand. Zunächst wohnte er in Oosterhout und kam dann über Winterswijk und Denekamp nach Oldenzaal, wo er sozusagen sesshaft wurde.
Obwohl er nie ein Konservatorium besucht hat und seine Fähigkeiten ausschließlich autodidaktisch entwickelt hat, komponierte er seit 1928 Märsche. Insgesamt schrieb er 69 Märsche, von denen 23 gedruckt und publiziert wurden. Er wird daher als Marschkönig der Niederlande bezeichnet. Von 1930 bis 1956 war er Trompeter und spielte auch Waldhorn in der Koninklijke Muziekvereniging Semper Crescendo in Oldenzaal, wo er sich auch als Ausbilder für den Nachwuchs engagierte. Viele seiner sehr beliebten Märsche gehören noch heute zum Standardrepertoire der niederländischen Harmonie- und Fanfarenorchester, insbesondere natürlich der Militärblasorchester.
Seine in Deutschland meistgespielten Märsche sind der „Mars der Medici“ und „Aan mijn Volk“.